# Dominique Swain
Dominique Ariane Swain (Malibu, 12 augustus 1980) is een Amerikaans actrice. Ze debuteerde in 1997 in Face/Off en won in hetzelfde jaar een Young Artist Award voor haar rol als Dolores Haze in Lolita.
Swain maakte de opnames voor Lolita (1997) mee op vijftienjarige leeftijd. Hoewel ze op het witte doek debuteerde in Face/Off, nam ze deze film op ná haar scènes in Lolita.
De actrice is een dochter van David Swain Sr. en Cindy Swain. Swains jongere zusje Chelse is eveneens actrice. Daarnaast heeft ze nog twee zussen, Jennifer en Alexis en een broer, David Jr..

## Filmografie
*televisiefilms niet vermeld
- Eminence Hill (2019)
- Rottentail (2018)
- Nazi Overlord (2018)
- Battle Drone (2018)
- The Fast and the Fierce (2017)
- The Black Room (2016)
- The 6th Friend (2016)
- Sharkansas Women's Prison Massacre (2015)
- The Mourning (2015)
- Fatal Flip (2015)
- A Horse Tail (2015)
- Blue Dream (2014)
- 6 Ways to Sundown (2014)
- Nazis at the Center of the Earth (2012)
- Road to Nowhere (2010)
- Trance (2010)
- Toxic (2008)
- Stiletto (2008)
- Capers (2008)
- White Air (2007)
- Fall Down Dead (2007)
- The Pacific and Eddy (2007)
- All In (2006)
- Alpha Dog (2006)
- The Locrian Mode (2005)
- Journeyman (2005)
- Devour (2005)
- The Freediver (2004)
- Out of Season (2004)
- The Job (2003)
- As Virgins Fall (2003)
- Briar Patch (2003)
- New Best Friend (2002)
- Mean People Suck (2002)
- Dead in the Water (2002)
- Pumpkin (2002)
- Tart (2001)
- Happy Campers (2001)
- The Smokers (2000)
- The Intern (2000)
- Girl (1998)
- Lolita (1997)
- Face/Off (1997)

## Trivia
- Swain is te zien in de volgende videoclips:

die bij het liedje Rapid Hope Loss van Dashboard Confessional
die bij het liedje We Are All Made of Stars van Moby
die bij het liedje Lullaby van Shawn Mullins
- Biblioteca Nacional de España: XX1593098
- Bibliothèque nationale de France: cb142310049 (data)
- Gemeinsame Normdatei: 123167868
- International Standard Name Identifier: 0000 0001 1576 5864
- Library of Congress Control Number: no00010842
- Nationale Bibliotheek van Tsjechië: pna2006327249
- Nationale Bibliotheek van Israël: 987007411867405171
- Nationale Bibliotheek van Polen: a0000002970209
- Système universitaire de documentation: 110864697
- Virtual International Authority File: 85097290
- WorldCat: E39PBJmhPKKMbRKD79JwJBCmh3